# غادة سابا
غادة البير سابا (9 نوفمبر 1973 -)، أول مخرجة سينمائية أردنية، رائدة في مجال صناعة الأفلام ومعروفة بمعالجتها للقضايا الاجتماعية والخوض في الأمور الجدلية، حاليًا مقدمة برامج على قناة رؤيا الأردنية، وذلك ضمن برنامج دنيا يا دنيا. وهي المدير الفني لأسبوع فيلم المرأة ومؤسس ومديرة فنية لملتقى نساء في التاريخ الأردن كندا.

## نشأتها
ولدت غادة في لبنان سنة 1973 وتربّت في العاصمة القطرية الدوحة، ترجع أصولها إلى بيت لحم، فلسطين.

## عملها
تجربتها الأولى في مجال الأفلام كانت من خلال دورها كمساعد مخرج مع المخرج العالمي الشهير الراحل يوسف شاهين. في عام 2004، عادت غادة إلى عمّان لعمل على صناعة السينما في الأردن. وقد أسست No Budget Films (NBF) وهي شركة إنتاج تهدف إلى مساعدة صانعي الأفلام الشباب الطموحين. حيث عملت الشركة على رعاية العديد من المواهب الشابة التي تمكنت من صنع أفلام حصلت العديد من الجوائز العالمية. إضافةً إلى ورش العمل والندوات، قامت شركة NBF بإطلاق مسيرة نصف سنوية بعنوان «المسيرة» والذي يجمع المهنيين العرب في قطاع الأفلام بالأردن من أجل التأكيد على أهمية إبراز وتوثيق القضايا الاجتماعية في الإنتاج السينمائي والتلفزيوني.
عملت غادة سابا على كتابة وإخراج وإنتاج أكثر من 250 فلماً وثائقياً وفلماً قصيراً. وتحدّت بجرأة التقاليد والعادات المرتبطة بالنوع الاجتماعي في دولة تحكم العقلية المتحفظة غالبية مواطنيها. تعمل سابا حالياً على إنتاج تقرير أسبوعي على قناة رؤيا، حيث يُبرز التقرير نجاحات لتمكين المرأة في المجتمعات المحلية. وتحاول سابا من خلال تلك التقارير إبراز وضع العائلات الأردنية وبالتالي المساهمة كإعلامية في الإصلاح الاجتماعي والسياسي والاقتصادي في الدولة.
من مشاريع غادة سابا هو #youre_mine والذي تم إطلاقه في ذكرى يوم المرأة العالمي بالتعاون مع منتدى المرأة العالمي من خلال مقاطع فيديو توعوية بالخدمة العامة.تُسلّط هذه المبادرة الضوء على العنف المحلي. وتهدف إلى نشر الوعي على المستوى الشعبي وإيجاد الحلول للمشاكل الأكثر تجاهلاً على مستوى المنطقة. لهذه الغاية، وحيث أن سابا هي شخصية معروفة بالأردن، تقوم بتنظيم ورشات عمل في مختلف القرى والبلدات عبر المملكة، يُشارك بها النساء المضطهدات والرجال الذين يمارسون العنف في منازلهم.
نشر تلك الفيديوهات على نطاقٍ واسع من خلال وسائل الإعلام المختلفة، مع كون وسائل التواصل الاجتماعي الوسيلة الرئيسية التي تستخدمها في الوصول إلى المشاهدين. علاوةً على ذلك، قامت بتدريب مجموعة من طلبة جامعة اليرموك على إنتاج مسرحية تم تقديمها في جامعة جدارا من أجل العمل ضد البند 308 من قانون العقوبات الأردني والذي يحجب عقوبة الإعدام ويمنح الحصانة للمعتدي في قضايا الاغتصاب من خلال الزواج من ضحيته. وقد شاركت سابا في حلقة نقاش (النساء القادة) والتي نظمها برنامج ياهوو للأعمال وحقوق الإنسان تحت وَسْم #Changeyourworld والذي تم عقده في عمان في شهر أيار 2014. تعمل سابا حالياً على جمع التبرعات ضمن مجتمعها من خلال تقديم أفكار مُبدعة يُنفذها الشباب لإظهار كيف يمكن للسلام والتفكير الإيجابي أن يحلّا محل العنف. فمثلاً، تعمل سابا حالياً مع مغنيي راب وممثلين من الشباب لجمع التبرعات والمناصرة ضد العنف.
إضافةً إلى ما سبق، ومن خلال أنشطتها المختلفة بين مجتمع السيدات الأردني، تعمل غادة سابا على المناصرة ضد ما يُمارسه المجتمع من عنف وصور نمطية تجاه المرأة. فمن خلال مقابلاتها في الإعلام وإنتاج المسرحيات والبرامج التلفزيونية، والمشاركة في الندوات وتنظيم ورش العمل، تعمل سابا على طرح فهم جديد وتغييراً في السلوك، وبالتالي الترويج لرسائل جديدة حول الانسجام ونبذ العنف والسلام في المجتمع الأردني.:
وعليه، كمُنتجة ومخرجة وصانعة أفلام، تُدرك غادة سابا المشاكل المختلفة التي واجهها المجتمع الأردني، وخاصةً بعد الزيادة في أعداد اللاجئين بسبب الحرب وعدم الاستقرار في الدول المجاورة. فالتحديات الاجتماعية الاقتصادية كبيرة، مثل الفقر والبطالة والاتّجار بالبشر تحت مظلة الزواج المُبكّر. ولهذه الأسباب، أطلقت غادة سابا مبادرتها #Youre_Mine بهدف المساعدة في وقف العنف تجاه المرأة واستبداله بالسلام والانسجام في المجتمع.
تتطلع غادة سابا قُدُماً لتعميم هذه المبادرة في العالم العربي من خلال التعاون مع منظمات المجتمع المدني في منطقة حوض المتوسط. فهي تؤمن بوجوب وجود تحرُّك إيجابي من أجل الضغط على صُنّاع القرار والبرلمانيين لتغيير التشريعات القائمة التي تمنح الحصانة للمعتدين.
في عام 2015، طوّرت غادة عملها من خلال تأسيس منظمة غير ربحية تحمل اسم "سابا هاملت للمساواة بين الجنسين". يأتي ذلك بعد اختيارها واحدة من أبطال المساواة بين الجنسين في بكين من خلال هيئة الأمم المتحدة للمرأة، والمشاركة في اجتماعات CSW59 للمنظمات غير الربحية في مقر الأمم المتحدة عام 2015، كما كانت واحدة من المتحدثين الرئيسيين ضمن بعثة المملكة الأردنية الهاشمية الدائمة للأمم المتحدة، واللجنة الوطنية الأردنية للمرأة بدعم من هيئة الأمم المتحدة للمرأة في الأردن.
في عام 2017 تشاركت مع السفارة الكندية في الأردن في تأسيس وإدارة مبادرة وملتقى نساء في التاريخ الأردن كندا والذي يسلط الضوء على نساء صنعوا تاريخ البلدين والذي يرأسه، فخريا، السفير الكندي لدى الأردن. وقد تم تتنفيذ أعمال الملتقى في عمان نوفمبر 2017 كنسخة أولى ومعان فبراير 2018 ضمن نسخته الثانية، والثالثة عادت لعمان في أكتوبر  2018. أما في عام 2018، فقد أطلقت سابا قناة يوتيوب من خلال مؤسسة كفرسابا (سابا هاملت) بالتعاون مع الاتحاد الأوروبي وهذه القناة تعنى بتقديم 6 نماذج لسيدات من مختلف قطاعات المجتمع الأردني حتى يصبحن مؤثرات على شبكات التواصل الاجتماعي.

## انجازاتها
Infotabebe قناة طبيبي أسستها بالتعاون مع أطباء من الأردن، مدعمة بصفحة على الفيس بوك Tabebe،
اطلقت غادة سابا مؤسسة كفر سابا"غير الربحية، والتي تهدف إلى ترسيخ مفاهيم المساواة بين الجنسين في الحقوق والواجبات والفرص والقانون، الذي من شأنه اعطاء المرأة حقها بالعمل والإنتاج إحداث التغيير في مجتمعها. تسعى "كفر سابا" وقف العنف ضد المرأة بجميع أشكاله، سواء في المنزل أو العمل أو المجتمع ككل. وتعمل المؤسسة على دفع المرأة لمزاولة مواطنتها في جميع المجالات، بما في ذلك الإسهام في إكمال الفتيات تعليمهن العالي في مجالات الفنون والصحافة من خلال منح دراسية.ويأتي إشهار "كفر سابا" بعد سنوات عديدة قضتها مؤسستها ومديرها العام غادة سابا في صناعة الأفلام والتقارير الحياتية التي تهتم بتسليط الضوء على كافة مناطق الأردن، ولإيمان "سابا" بأهمية الإعلام في نقل صورة مجتمعاتنا شمالاً جنوباً ووسطاً. ولأهمية دور المرأة في مجتمعها جاءت "كفر سابا" انطلاقاً من أحلام النساء، اللاتي التقتهن سابا أثناء عملها من شابات أو أمهات وأخوات اخترن العمل المجتمعي لبناء مستقبل أفضل وأكثر إشراقاً لبلدهن.تعمل "كفر سابا" على ثلاثة أصعدة: الصعيد التعليمي من خلال منحة ناديا وألبير سابا لتعليم الفتيات، ومبادرة "أنت لي" لوقف العنف ضد المرأة، و"جندرية" لترسيخ أهمية المساواة بين الجنسين في الحقوق والواجبات.تعمل "كفر سابا" على تنظيم ورشات عمل في القرى وخارج المدن الكبرى لتشبيك النساء والجمعيات في هذه المناطق مع الجهات، التي من شأنها مساعدتهم، كما تتعاون مع المجتمع المحلي لإيصال أصواتهم إلى المتابعين والمهتمين من خلال وسائل التواصل الاجتماعي.

## روابط خارجية
- http://youtu.be/hLys7bqvdrM
- https://www.aljazeera.com/profile/ghada-saba.html
- http://youtu.be/zGvOLSd8baghttps://
- www.youtube.com/user/TabebeVideos